# Oocardium
Oocardium ist eine Algen-Gattung aus der Ordnung der Jochalgen (Zygnematales).

## Beschreibung
Die Zellen bleiben mit einer Länge von 7 bis 20 Mikrometer klein. Sie bilden 1 bis 2 Millimeter große Kolonien, die an festen Substraten aufsitzen. Die Zellen befinden sich am Ende von verzweigten gallertartigen Stielen in selbstgebildeten Röhren aus Kalk. Die Zellachse steht immer im rechten Winkel zur Achse der Röhre, was auf Zeichnungen oft falsch wiedergegeben wird. Die Zellen sind normalerweise seitlich asymmetrisch und leicht zusammengedrückt. In ihrer Mitte befindet sich eine leichte Einschnürung, an der sich die glatten Zellwände der beiden Zellhälften überlappen. Gewöhnlich weisen Oocardium-Arten je Zellhälfte einen axialen Chloroplasten mit zentralem Pyrenoid auf. Manchmal können die Chloroplasten auch auf eine Seite der Halbzellen gedrückt sein. Der Zellkern befindet sich zwischen den Chloroplasten im Bereich der Einschnürung.

## Vorkommen
Oocardium-Arten kommen in den Kalkgebieten in Europa, Nordamerika und Indien vor. Sie gelten als selten. Ihre Kolonien sitzen auf Steinen, Zweigen, Blättern, Moosen und Federn in Calcium-reichen Fließgewässern mit pH-Werten zwischen 7,5 und 9,3.

## Systematik
Die Gattung Oocardium wurde 1849 von Carl Wilhelm von Nägeli erstbeschrieben. Die Typusart ist Oocardium stratum.
- Oocardium depressum Wallner P
- Oocardium stratum Nägeli
  - Oocardium stratum var. intermedium Woronichin P
  - Oocardium stratum var. minus N.Carter P
  - Oocardium stratum f. minus Woronichin P

## Belege
- Oocardium bei algaebase.org (abgerufen am 6. November 2010)

## Weiterführende Literatur
- Nägeli, C. (1849): Gattungen einzelliger Algen, physiologisch und systematisch bearbeitet. Neue Denkschriften der Allg. Schweizerischen Gesellschaft für die Gesamten Naturwissenschaften 10(7): i-viii, 1-139, pls I-VIII. (online)